# SS Laurentic (1927)
SS Laurentic byl parník vybudovaný v roce 1927 v loděnicích Harland & Wolff pro White Star Line. Sloužil od roku 1927 do roku 1936 a během té doby ho potkaly dvě kolize. Poté byl přestavěn na pomocný křižník, aby sloužil pro Royal Navy ve druhé světové válce. Laurentic byl torpédován německou ponorkou U-99 3. listopadu 1940 poblíž Irska, ale udržel se na hladině. Zasáhly ho ale ještě další dvě torpéda, jejichž následky se parník potopil se ztrátou 49 životů. Byl už druhou lodí White Star Line tohoto jména. První Laurentic potkal podobný osud během první světové války.

## Služba pro White Star Line

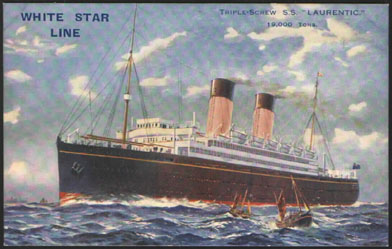
Pohlednice Laurentiku

Laurentic byl vybudován v loděnicích Harland & Wolff v Belfastu pod číslem trupu 470. Loď spuštěná na vodu 16. června 1927 byla poslední lodí White Star Line poháněná uhlím dvěma pístovími parními stroji a jednou parní turbínou. Dokončen byl 1. listopadu 1927.
12. listopadu vyplul na svou první plavbu z Liverpoolu do Halifaxu a poté do New Yorku. Od 27. dubna 1928 sloužil na lince Liverpool - Montreal, kde zůstal až do konce své civilní služby. V lednu 1931 měl být přemístěn na linky ve Středozemním moři, ale kvůli hospodářské krizi se to ukázalo jako nevýnosné, čímž tam Laurentic přenechal potenciální cestující Homeriku.
Během své služby Laurentic dvakrát kolidoval. Poprvé 3. října 1932 s lodí Lurigethen, kdy obě lodě vyvázly bez vážných poškození. Podruhé 18. srpna 1935 s lodí Napier Star společnosti Blue Star Line, kdy zemřelo 6 členů posádky Laurentiku.

## Vojenská služba a potopení
Sloučení White Star Line s Cunard Line nemělo samo o sobě na osud lodi vliv. V prosinci 1935 byl ukotven a příští září sloužil jako transportní loď pro Palestinu. Pro Cunard-White Star vykonal poslední plavbu v prosinci 1936. V roce 1937 se účastnil námořní přehlídky, kdy převážel hosty vlády. Po vypuknutí druhé světové války v roce 1939 byl zabaven Royal Navy a přestavěn na pomocný křižník pod jménem HMS Laurentic. 3. listopadu 1940 byl povolán na pomoc lodi torpédované německou ponorkou. Po příjezdu byl dvakrát torpédován ponorkou U-99 pod velením Otty Kretschmera, ale torpéda minula. Laurentic odpověděl, ale po 4 hodinách bitvy ho zasáhla dvě torpéda do dna se ztrátou 49 životů z 416 lidí na palubě.